# David Carmo
David Mota Veiga Teixeira do Carmo (ur. 19 lipca 1999 w Aveiro) – angolski piłkarz portugalskiego pochodzenia grający na pozycji środkowego obrońcy w klubie Olympiakos SFP.

## Kariera juniorska
Carmo grał jako junior SC Beira-Mar (2008–2009), CD Estarreja (2009–2011), SL Benfica (2011–2013), Anadia FC (2013–14), AD Sanjoanense (2014–2015), SC Braga (2015–2018).

## Kariera seniorska

### SC Braga II
Carmo zadebiutował w rezerwach SC Braga 18 sierpnia 2018 w meczu z GD Estoril Praia (przeg. 0:1). Pierwszą bramkę zdobył 10 listopada 2019 w wygranym 2:4 spotkaniu przeciwko AR São Martinho. Łącznie dla rezerw SC Braga Carmo rozegrał 41 meczów strzelając 2 gole.

### SC Braga
Carmo zaliczył debiut w barwach SC Braga 17 stycznia 2020 w wygranym 1:2 spotkaniu przeciwko FC Porto. Pierwszego gola strzelił 14 kwietnia 2022 w meczu Ligi Europy z Rangers F.C. (przeg. 3:1 p. d.). Ostatecznie w barwach SC Braga Carmo wystąpił 57 razy zdobywając jedną bramkę.

### FC Porto II
Carmo zadebiutował w rezerwach FC Porto 7 sierpnia 2022 w przegranym 0:1 spotkaniu przeciwko Sportingowi Covilhã. Łącznie dla rezerw FC Porto piłkarz ten rozgerał 6 meczów nie strzelając żadnego gola.

### FC Porto
Carmo przeszedł do FC Porto 5 lipca 2022 za 20,28 mln €. Debiut dla nich zaliczył 3 września 2022 w meczu z Gil Vicente FC (wyg. 0:2). Ostatecznie w barwach tego klubu Carmo wystąpił 28 razy nie zdobywając żadnej bramki.

### Olympiakos SFP
Carmo został wypożyczony do Olympiakosu SFP 26 stycznia 2024. Zadebiutował dla nich 4 lutego 2024 w przegranym 2:0 spotkaniu przeciwko Panathinaikosowi AO. Podczas pierwszego wypożyczenia Carmo rozegrał w Olympiakosie SFP 20 meczów i nie strzelił żadnego gola. Ponownie trafił na wypożyczenie do tego klubu 26 sierpnia 2024.

### Nottingham Forest F.C.
Carmo przeniósł się do Nottingham Forest F.C. 25 sierpnia 2024.

## Kariera reprezentacyjna
| Mecze i gole w reprezentacji | Mecze i gole w reprezentacji | Mecze i gole w reprezentacji | Mecze i gole w reprezentacji | Mecze i gole w reprezentacji | Mecze i gole w reprezentacji | Mecze i gole w reprezentacji | Mecze i gole w reprezentacji              |
| Portugalia U-19              | Portugalia U-19              | Portugalia U-19              | Portugalia U-19              | Portugalia U-19              | Portugalia U-19              | Portugalia U-19              | Portugalia U-19                           |
| Lp.                          | Data                         | Miejsce                      | Gospodarz                    | Gość                         | Wynik                        | Gol                          | Rozgrywki                                 |
| ---------------------------- | ---------------------------- | ---------------------------- | ---------------------------- | ---------------------------- | ---------------------------- | ---------------------------- | ----------------------------------------- |
| 1.                           | 15.01.2018                   | Oeiras                       | Portugalia U-19              | Turcja U-19                  | 2:1                          |                              | Mecz towarzyski                           |
| 2.                           | 17.01.2018                   | Algés                        | Portugalia U-19              | Turcja U-19                  | 4:0                          |                              | Mecz towarzyski                           |
| 3.                           | 21.02.2018                   | Almada                       | Portugalia U-19              | Węgry U-19                   | 4:0                          |                              | Mecz towarzyski                           |
| 4.                           | 28.05.2018                   | Vitrolles                    | Kanada U-23                  | Portugalia U-19              | 0:0                          |                              | Mecz towarzyski                           |
| 5.                           | 03.06.2018                   | Istres                       | Turcja U-20                  | Portugalia U-19              | 2:1                          |                              | Mecz towarzyski                           |
| 6.                           | 05.06.2018                   | Pantin                       | Chiny U-20                   | Portugalia U-19              | 0:1                          |                              | Mecz towarzyski                           |
| 7.                           | 19.07.2018                   | Vaasa                        | Włochy U-19                  | Portugalia U-19              | 2:3                          |                              | Mistrzostwa Europy U-19 2018              |
| 8.                           | 22.07.2018                   | Vaasa                        | Portugalia U-19              | Finlandia U-19               | 3:0                          |                              | Mistrzostwa Europy U-19 2018              |
| 9.                           | 26.07.2018                   | Vaasa                        | Ukraina U-19                 | Portugalia U-19              | 0:5                          |                              | Mistrzostwa Europy U-19 2018              |
| 10.                          | 29.07.2018                   | Seinäjoki                    | Włochy U-19                  | Portugalia U-19              | 3:4 p. d.                    |                              | Mistrzostwa Europy U-19 2018              |
| Portugalia U-20              |                              |                              |                              |                              |                              |                              |                                           |
| Lp.                          | Data                         | Miejsce                      | Gospodarz                    | Gość                         | Wynik                        | Gol                          | Rozgrywki                                 |
| 1.                           | 27.03.2018                   | Manchester                   | Anglia U-20                  | Portugalia U-20              | 3:0                          |                              | Turniej Ośmiu Narodów 2018/2019           |
| 2.                           | 06.09.2018                   | Estoril                      | Portugalia U-20              | Holandia U-20                | 0:0                          |                              | Turniej Ośmiu Narodów 2018/2019           |
| 3.                           | 11.09.2018                   | Przybram                     | Czechy U-20                  | Portugalia U-20              | 2:4                          |                              | Turniej Ośmiu Narodów 2018/2019           |
| 4.                           | 16.10.2018                   | Crotone                      | Włochy U-20                  | Portugalia U-20              | 1:2                          |                              | Turniej Ośmiu Narodów 2018/2019           |
| 5.                           | 16.11.2018                   | Monte Gordo                  | Portugalia U-20              | Słowacja U-20                | 3:1                          |                              | Mecz towarzyski                           |
| 6.                           | 18.11.2018                   | Monte Gordo                  | Portugalia U-20              | Słowacja U-20                | 2:1                          |                              | Mecz towarzyski                           |
| 7.                           | 26.03.2019                   | Penafiel                     | Portugalia U-20              | Anglia U-20                  | 1:0                          |                              | Turniej Ośmiu Narodów 2018/2019           |
| Angola                       |                              |                              |                              |                              |                              |                              |                                           |
| Lp.                          | Data                         | Miejsce                      | Gospodarz                    | Gość                         | Wynik                        | Gol                          | Rozgrywki                                 |
| 1.                           | 22.03.2024                   | Agadir                       | Maroko                       | Angola                       | 1:0                          |                              | Mecz towarzyski                           |
| 2.                           | 25.03.2024                   | Marrakesz                    | Komory                       | Angola                       | 0:0                          |                              | Mecz towarzyski                           |
| 3.                           | 07.06.2024                   | Luanda                       | Angola                       | Eswatini                     | 1:0                          |                              | Mistrzostwa Świata 2026 – eliminacje      |
| 4.                           | 11.06.2024                   | Luanda                       | Angola                       | Kamerun                      | 1:1                          |                              | Mistrzostwa Świata 2026 – eliminacje      |
| 5.                           | 05.09.2024                   | Kumasi                       | Ghana                        | Angola                       | 0:1                          |                              | Puchar Narodów Afryki 2025 – kwalifikacje |
| 6.                           | 09.09.2024                   | Luanda                       | Angola                       | Sudan                        | 2:1                          |                              | Puchar Narodów Afryki 2025 – kwalifikacje |
| 7.                           | 11.10.2024                   | Luanda                       | Angola                       | Niger                        | 2:0                          |                              | Puchar Narodów Afryki 2025 – kwalifikacje |
| 8.                           | 15.11.2024                   | Benguela                     | Angola                       | Ghana                        | 1:1                          |                              | Puchar Narodów Afryki 2025 – kwalifikacje |